# Jacques Pitrat
Pour les articles homonymes, voir Pitrat.
Jacques Pitrat (27 février 1934 - 14 octobre 2019) est l'un des pionniers français de l'intelligence artificielle symbolique. Il a travaillé sur les systèmes à bases de connaissances, les démonstrateurs de théorèmes et les métaconnaissances.

## Biographie
Jacques Marie Joseph Pitrat est né à Bourges le 27 février 1934, de Antoine Marie Paul Pitrat (1903-1989), ingénieur général de l'armement, et de Renée Marguerite Marie Françoise Chapelon (1912-1990). 
Son parcours de formation a débuté au lycée du Parc à Lyon, il poursuit ses études à la faculté des sciences de l'université de Paris. 
Il obtient son doctorat d'État en sciences mathématiques en entamant une thèse en 1960, en Intelligence artificielle (IA) sur un système de démonstration de théorèmes utilisant des méthodes heuristiques. 
Il choisit l’armement à sa sortie de l’École polytechnique. Après un service en Algérie et l’École nationale supérieure de l’armement, il intègre le Laboratoire central de l’armement de 1959 à 1967, comme adjoint au chef du service des machines à calculer. 
Il enseigne l’IA à l’université Pierre-et-Marie-Curie (université de la Sorbonne, Paris VI) de 1967 à 1998. Il est directeur de thèse de 70 thèses dans le domaine de l’IA et encadre ou inspire de nombreux chercheurs.
Il intègre à partir en 1967, le Centre national de la recherche scientifique (CNRS) et devient chercheur à l'Institut Blaise Pascal puis au Laboratoire d'informatique de Paris VI (LIP6, unité mixte de recherche de l'université Paris VI-Pierre-et-Marie-Curie et du CNRS). 
Il poursuit sur les traces de son père, en devenant à son tour en 1984 ingénieur général de l'armement. 
Il dirige le Laboratoire d'informatique de Paris VI et devient son directeur scientifique en tant que directeur de recherche au CNRS, jusqu’en l’an 2000, et honoraire jusqu’à la fin 2018. 
Il est membre de l’Association pour l’avancement de l’intelligence artificielle (AAAI) ainsi que du Comité européen de coordination de l’intelligence artificielle (ECCAI). 
Jacques Pitrat décède le 14 octobre 2019 à Chevilly-Larue, à l'âge de 85 ans.

## Famille
Jacques Pitrat se marie le 18 août 1966, à Charlotte-Marie Wagner. Trois enfants naîtront de cette union : Carine, Marie-Eve et Robin.
Son grand-père paternel, Paul Louis Marie Joseph Pitrat (1869-1919), était élève à l’École polytechnique et a rejoint l’École d'application de l'artillerie et du génie le 3 octobre 1890. Il est nommé Capitaine le 26 septembre 1911 et est affecté à l’État-major particulier de l’artillerie, devenant par la même occasion Adjoint du Lieutenant-colonel Melchior Adolphe Étienne Alexandre Chatin, directeur de la Manufacture d'armes de Saint-Étienne. Il est admis au rang de Chevalier dans l’Ordre national de la Légion d’honneur par décret du 10 juillet 1913.
Marie Antoine Pierre Jean Chapelon (1883-1954), son grand-père] maternel, Avocat de métier, a été fait Chevalier de la Légion d’honneur par décret du 9 janvier 1936, pour avoir exercé les fonctions de directeur adjoint de la Banque populaire du Rhône et de secrétaire général du Comité de défense des enfants traduits en justice de la Loire,. Il repose au cimetière de Pontcharra-sur-Turdine.
D’autres membres de sa famille sont également illustres dans leur domaine :
- son oncle maternel et parrain, Jacques Pierre Louis Chapelon (1911-1945), fils du précédent, est engagé volontaire lors de la Seconde Guerre mondiale en tant que sergent au 12e bataillon de chasseurs alpins d’Annecy. Il rejoint la Résistance en juillet 1940 et intègre le QG de Londres le 23 septembre 1942 où il suit les cours d’officier d’administration. Affecté le 22 octobre 1943 à Damas (Syrie) à la disposition du directeur de l’intendance au Moyen-Orient, il est nommé lieutenant en décembre 1944. Le 2 juin 1945, il est touché aux reins par une rafale de tir lors d’un repli vers l’état-major, il succombe de ses blessures à l’hôpital militaire de Damas. Mort pour la France, il est cité à l’ordre de l’armée à titre posthume et reçoit à cette honneur la distinction de Chevalier de la Légion d’honneur ainsi que la croix de guerre 1939-1945 avec palme de bronze et la médaille de la Résistance[11]. Lui aussi repose au cimetière de Pontcharra-sur-Turdine, accompagné de son père et de sa mère ;
- son grand-oncle maternel, Louis Jean Pierre Marie Chapelon (1889-1955), docteur en médecine et médecin-capitaine de réserve de la 14e région, est fait Chevalier de la Légion d’honneur par décret du 7 décembre 1940[12] ;
- son arrière-arrière-grand-père maternel, Jean Barbe (1825-1889), négociant et fabricant de tissu, est nommé Chevalier de la Légion d’honneur par décret du 5 février 1872, pour « service patriotiques rendu aux Blessés Militaires, Amputés, Veuves, Orphelins de la guerre, et aux familles qui avaient leurs soutiens à l’armée, pendant la guerre de 1870/1871, en qualité de Président du Comité départemental de la Société Française de Secours aux blessés militaires de Saint-Étienne »[13].

Jacques Pitrat était descendant direct de James Jackson (1771-1829), grand industriel britannique, homme d’affaires renommé, notamment créateur de la première fabrique d'acier fondu en France. Il était son arrière (x4) grand-père maternel. Il était également un lointain parent d’André Chapelon (1892-1978), célèbre ingénieur mécanicien et concepteur de locomotive.[réf. nécessaire]

## Distinctions

### Décorations
- Chevalier de la Légion d'honneur
- Officier de l'ordre national du Mérite
- Croix de la Valeur militaire[4]

### Récompenses
- Membre d’honneur de l’Association française pour l'intelligence artificielle (AFIA) en 1999.
- Prix spécial de l’IPMU « Cinquante ans d’intelligence artificielle » en 2006[7].

## Ouvrages publiés
- Réalisation de programmes de démonstration de théorèmes utilisant des méthodes heuristiques, thèse, 1966.
- Un programme de démonstration de théorèmes. Monographies d'informatique de l'AFCET, Dunod, 1970.
- Textes, ordinateurs et compréhension, Eyrolles, 1985. Traduit en anglais : An artificial approach to understanding natural language, North Oxford Academic (Grande-Bretagne) et GP Publishing (USA) 1988.
- Métaconnaissance, Futur de l'Intelligence Artificielle, Hermès, 1990.
- Penser autrement l'informatique., Hermès, 1993.
- De la machine à l'intelligence, Hermès, 1995.
- Artificial Beings - The conscience of a conscious machine, ISTE, Wiley, mars 2009  (ISBN 978-1848211018)